# Suzuki GSF Bandit
Pour les articles homonymes, voir Bandit (homonymie).
La GSF Bandit est une gamme de motos de type roadster, du constructeur japonais Suzuki. Elle se décline en de nombreuses cylindrées, allant de 250 à 1 250 cm3. Toutes ont la particularité de disposer d'un moteur à quatre temps en ligne et à deux arbres à cames.
Ce modèle a connu un grand succès grâce son rapport qualité/prix, son esthétique, ses performances et sa fiabilité. Jusqu'en 2006, le bloc-moteur était celui — éprouvé — des modèles GSX-R, avec une modification des arbres à cames et des réglages de carburateurs.
Depuis 2007, ce modèle est équipé de blocs 650 et 1 250 cm3, à refroidissement liquide, spécifiquement créés pour ce modèle.

## Historique
La Bandit apparait en 1989 avec la version 400 cm3. En 1995, les modèles 600 et 1 200 cm3 font leur apparition ; de grandes modifications sont apportées à l'occasion du Mondial du deux roues 1999 (cadre, selle, réservoir). En 2002, la Bandit 600 reçoit quelques modifications mineures comme le compteur de la 1200, une jauge à essence et une montre. En 2005, la Bandit 600 prend 50 cm3 pour passer à 650 cm3. En 2007, les nouvelles normes antipollution Euro 3 poussent à l'abandon du système de refroidissement air/huile SACS (Suzuki Advanced Cooling System) issu des Suzuki GSX-R. Il est remplacé par un refroidissement liquide et le moteur est doté d'une injection électronique. La version 1 250 cm3 apparait et remplace la 1 200 cm3.

## Description des modèles

### Modèle 250 cm3
Cette version, non disponible en France, délivre 38 ch (28 kW).

### Modèle 400 cm3
Apparu au Japon en 1989, ce modèle a été disponible en France à partir de 1991, jusqu'en 1995 uniquement dans deux coloris, vert ou rouge. Il ressemble au 600 cm3, hormis les feux arrière, son réservoir de taille réduite et son cadre treillis tubulaire qui lui procure rigidité et légèreté. Son moteur, dérivé de la GSX-R400, est creux à bas régime et demande à monter dans les tours pour s'exprimer pleinement (zone rouge à 13 000 tr/min), obligeant son pilote à jouer régulièrement de la boite de vitesses pour être sur le bon rapport.  
C'est une moto légère et maniable. Sa faible hauteur de selle la rend accessible au plus grand nombre.
Petite particularité, la trappe à essence est excentrée sur le réservoir.
Les roues de 17 pouces sont en alliage.

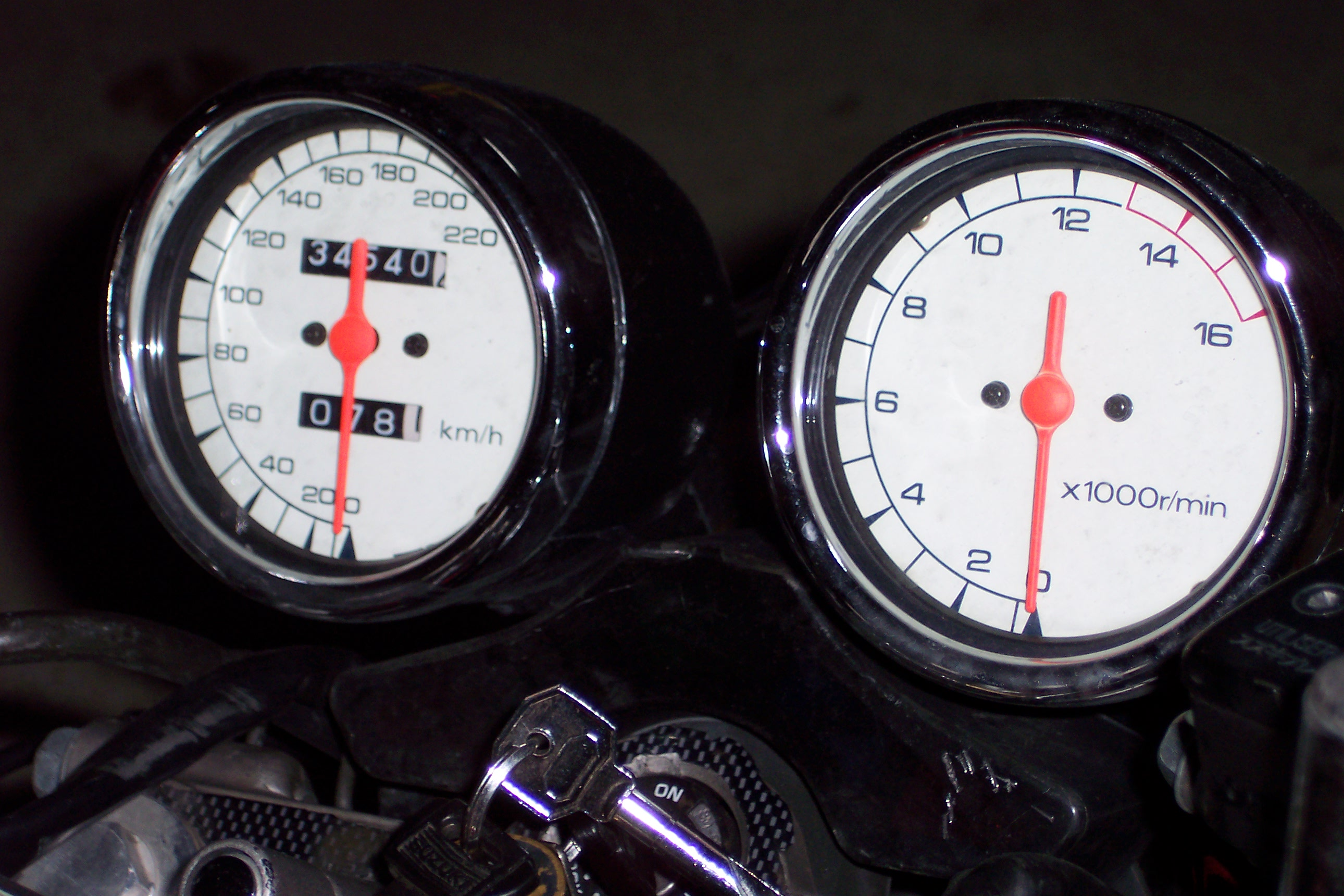
Compte-tours de 400 Bandit.

### Modèle 600 cm3

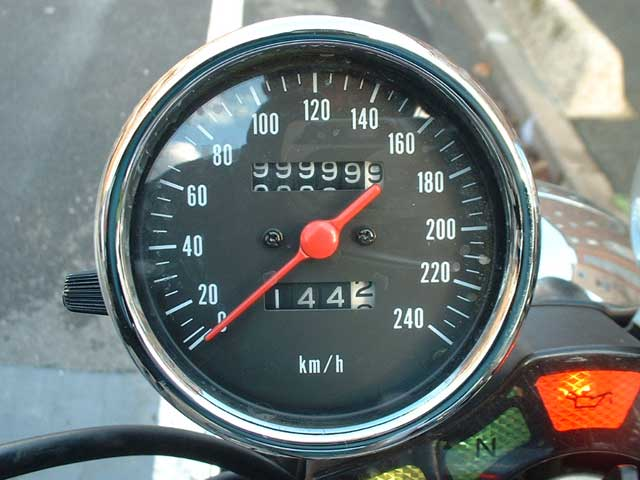
Passage des 100000 km sur un modèle 1997.

La 600 Bandit est vendue pour la première fois en 1995. Elle est doublée en 1996 par une version S arborant un carénage tête de fourche améliorant le confort sur long parcours. Elle est alors vendue 6 050 € (~39 000 FF).
Le modèle hérite d'un bloc-moteur air-huile issu des premières générations de Suzuki GSX-R, avec quatre carburateurs Keihin du même modèle qu'on trouve sur de grosses sportives de la décennie précédente (notamment la Kawasaki GPZ 900R). De nombreux exemplaires passent la barre des 100 000 km et certains atteignent (voire dépassent largement) les 150 000 km. L'autonomie moyenne avant le passage en réserve se situe de 180 à 220 km, il reste alors 4,5 L de carburant. Les défauts principaux de cette moto concernent les amortisseurs : l'arrière est souvent bien fatigué après environ 40 000 km, et les ressorts de fourche sont trop souples pour une utilisation sereine, la fourche arrive facilement en butée sur les gros freinages ou sur route dégradée. La moto est sensible au froid et à l'humidité, ce qui se caractérisant par des givrages fréquents des carburateurs par temps de brouillard et des démarrages souvent difficiles lorsque la moto passe la nuit à l'extérieur. C'est une moto polyvalente, capable de faire efficacement des trajets urbains aussi bien que des virées de plusieurs centaines de kilomètres sans devenir inconfortable.[réf. nécessaire]
D'une puissance de 78 ch dans sa dernière version sortie en 2000, soit quatre chevaux de plus que la précédente, son moteur reste peu vif mais souple en dessous de 6 000 tr/min pour délivrer ensuite sa puissance. Cela donne un caractère nerveux, vif, typique d'un 4-cylindres de 600 cm3, mais reste inférieur aux performances du moteur d'origine, le caractère de la moto ayant été assagi malgré la puissance supplémentaire. Ce modèle hérite d'un amortisseur arrière réglable (le débattement de la roue perd 6 mm et l'empattement de la machine perd 16 mm). Les dimensions des pneus changent, l'avant passe à 120/60 x 17 et l'arrière à 160/60 x 17. Le réservoir gagne 1 L de contenance. Par ces modifications, le poids à sec de la 600 Bandit passe à 204 kg pour la version N et 208 kg pour la version S. Son prix contenu et sa rusticité en font une moto très prisée des jeunes permis (A2), ce qui explique que sur le marché de l'occasion, il est souvent plus facile d'en trouver une bridée qu'une débridée.[réf. nécessaire]
En 2004, elle fait l'objet d'une série spéciale avec une peinture bleue et blanche, des carters polis pour 5 999 €, appelée « Bandit Z ».
Les différents coloris disponibles étaient :
- 1995 : Trial Green Metallic et Marble Italian Red ;
- 1996 : Candy Teal Blueish Green, Trial Green Metallic et Marble Italian Red ;
- 1997 : Candy Teal Blueish Green, Pearl Novelty Black et Marble Italian Red ;
- 1998 : Candy Teal Blueish Green, Pearl Novelty Black et Candy Fairy Orange ;
- 1999 : Dark Space Blue, Pearl Novelty Black (code 33J) et Candy Koran Orange ;
- 2000 : Pearl Novelty Black (code 33J), Pearl Deep Blue (code 1LF) et Pearl Helios Red (code Y7M) ;
- 2001 : Candy Grand Blue (code YC2), Pearl Novelty Black et Candy Antares Red (code 19A) ;
- 2002 : Sonic Silver Metallic (code YD8), Candy Grand Blue, Pearl Novelty Black et Candy Antares Red ;
- 2003 : Sonic Silver Metallic, Suzuki Deep Blue, Pearl Novelty Black et Pearl Orpiment Yellow ;
- 2004 : Pearl Nebular Black (code YAY), Medium Blue n° 2 (code YBB), Sonic Silver Metallic et Medium Blue n° 2/Splash White (code LS3).

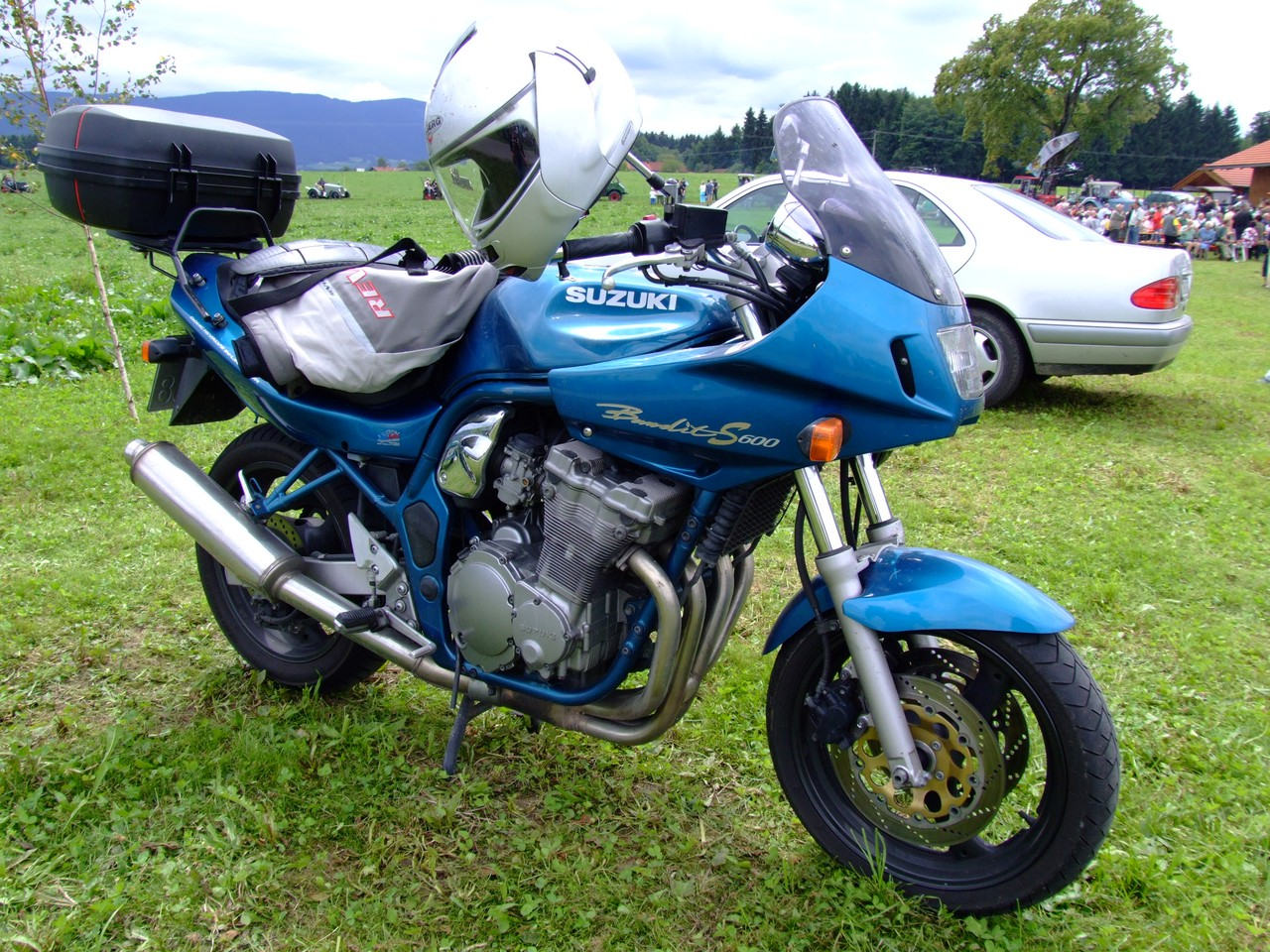
600 Bandit S phase 1.
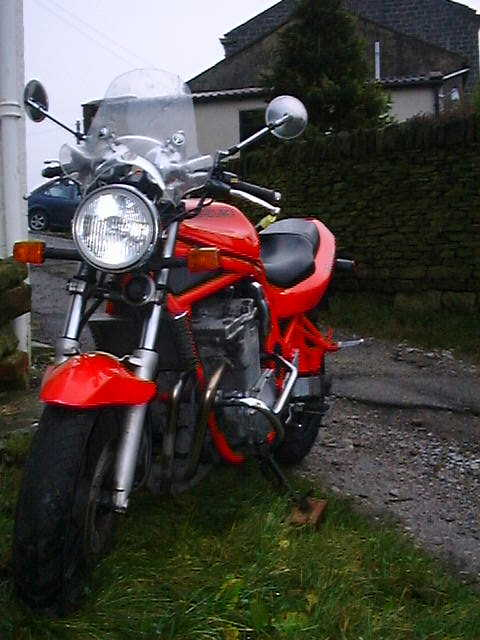
600 Bandit N phase 1.
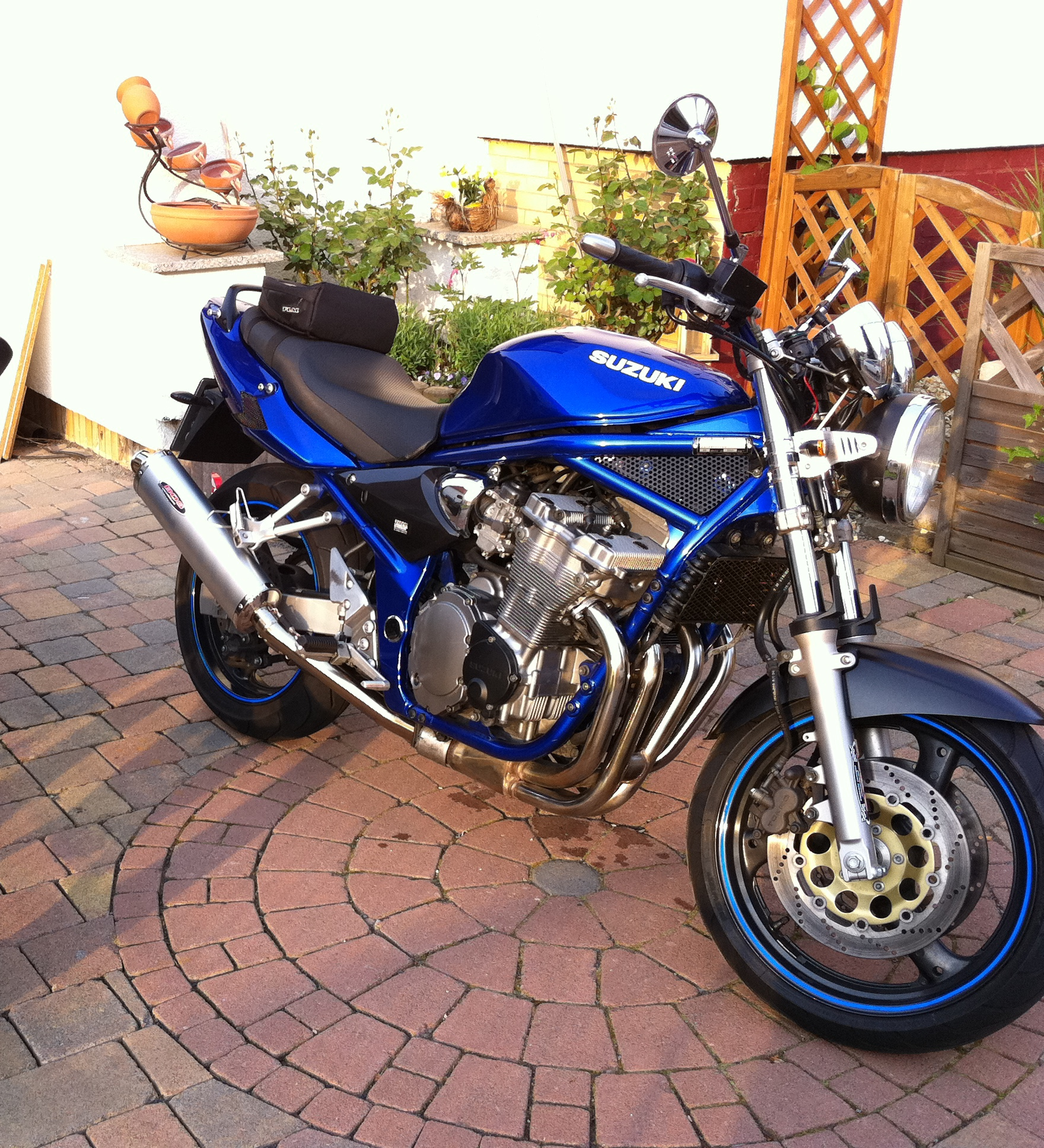
600 Bandit N phase 2.

### Modèle 650 cm3
Ce modèle, créé en 2005, est une amélioration du modèle de 600 cm3. Les lignes générales de la moto ont évolué, elles sont plus agressives, plus pointues que son aïeule. L'augmentation de la cylindrée permet d'augmenter légèrement le couple du moteur et rend ce modèle plus réactif à bas régime. Un afficheur digital rectangulaire a fait son apparition sur le tableau de bord. Il comporte le tachymètre, l'odomètre, une jauge à essence et une horloge digitale. Sur ce modèle, l'ABS est disponible en option.
Pour 2007, afin de permettre à son best-seller de passer les nouvelles normes Euro 3, le fabricant conçoit un tout nouveau moteur qui remplace le 4-cylindres à refroidissement par air par un bloc à refroidissement liquide et les carburateurs par une injection électronique. La puissance atteint 85 ch et le cadre est renforcé. Ce moteur équipe en outre, la nouvelle Suzuki GSX-F.
| Coloris                | Codes | 2005 | 2006 | 2007 | 2008 |
| ---------------------- | ----- | ---- | ---- | ---- | ---- |
| Pearl Nebular Black    | YAY   | x    | x    | x    | x    |
| Oort Gray Metallic     | YHG   |      | x    |      | x    |
| Sonic Silver Metallic  | YD8   | x    |      |      |      |
| Marble Erakis Red      | YHH   | x    |      |      |      |
| Candy Napoleon Blue    | YHJ   | x    | x    |      |      |
| Pearl Crystal Red      | YU7   |      | x    |      |      |
| Candy Sonoma Red       | YHL   |      |      | x    | x    |
| Pearl Vigor Blue       | YKY   |      |      | x    | x    |
| Metallic Graphite Blue | YLE   |      |      | x    | x    |
| Pearl Deep Blue        | YBA   |      |      |      | x    |

### Modèle 750 cm3
Sa puissance est de 78 ch à 9 000 tr/min (57 kW). Son couple est de 6,5 m kg à 7 000 tours. Elle dispose d'une jauge à essence sous la forme d'un cadran inséré entre le compte-tours et le tachymètre. Le cadre permet une meilleure stabilité que le modèle 600 cm3. Ce modèle n'est pas commercialisé en France.

### Modèle 1 200 cm3
Le modèle N existe depuis 1995 et dispose d'une puissance de 106 ch (79 kW) tout comme la version S. Il correspond à la version haut de gamme de la série Bandit. Hormis sa puissance, ses caractéristiques sont très proches du modèle 600 cm3 dont elle partage la ligne. Le moteur a été repris à la GSX-R 1100 de 1986 sous une forme moins puissante. La version S, munie d'un carénage tête de fourche accuse 3 kg et 450 € supplémentaires. L'appellation « S » étant une référence à la série sportive du Grand Prix de Magny-Cours 1975. Elle existe en vert, noir, argent, bordeaux, bleu ou champagne selon les millésimes.
Le réservoir de 19 L offre une autonomie avant réserve d'environ 200 km. Le freinage est assuré à l'avant par deux disques de 310 mm pincés par des étriers Nissin à quatre pistons et à l'arrière par un disque de 240 mm pincé par un étrier Tokico double piston.
En 2000, elle subit un profond lifting à l'instar de sa petite sœur la 600 cm3. Esthétique revue, cadre, modifications techniques et moteur font de la nouvelle Bandit 1200 un roadster civilisé avec un couple moteur élevé qui fût réduit de 3,10 m kg et disponible 2 000 tours plus haut pour répondre aux normes antipollution. Confortable, bon marché, esthétiquement réussie et bénéficiant du moteur SACS issu des GSX-R de 1985 dont la fiabilité n'est plus à démontrer, elle connaît un fort succès commercial.
En 2001, Suzuki sort une série limitée à 250 exemplaires numérotés sur le marché français dénommée « Alcatraz ». Les modifications apportées à cette moto par rapport à la version classique sont :
- pot d'échappement Nikko Racing gravé « Alcatraz » ;
- guidon cintré plat ;
- platines repose-pied spécifiques (arborant le « S » de Suzuki) ;
- embouts de guidon gravés du « S » de Suzuki ;
- écopes de radiateurs avec l'inscription « AL 1200 » ;
- autocollants « Alcatraz » ;
- sabot moteur avec l'inscription « Suzuki Alcatraz » ;
- roulettes de protection sur le cadre et le moteur ;
- saute-vent noir arborant le logo « Alcatraz » ;
- pontet gravé « Alcatraz série limitée .../250 ».

En 2004, comme la 600, elle fait l'objet d'une série spéciale avec une peinture bleue et blanche, des carters polis pour 7 899 €, appelée « Bandit Z ».
Début 2006 est apparue une version restylée (comme la 650), tout en gardant le même groupe motopropulseur cher à la marque et permettant un prix plancher. Pourtant, les normes antipollution en vigueur à l'horizon 2007 auront raison d'elle : le moteur SACS avec ses antiques carburateurs laissera place à un tout nouveau bloc.
| Coloris                     | Codes | 1996 | 1997 | 1998 | 1999 | 2000 | 2001 | 2002 | 2003 | 2004 | 2005 | 2006 |
| --------------------------- | ----- | ---- | ---- | ---- | ---- | ---- | ---- | ---- | ---- | ---- | ---- | ---- |
| Candy Academy Maroon        | 22U   | x    | x    | x    | x    |      |      |      |      |      |      |      |
| Pearl Novelty Black         | 33J   | x    | x    | x    | x    | x    | x    | x    |      |      | x    |      |
| Candy Forest Green          | Y98   | x    |      |      |      |      |      |      |      |      |      |      |
| Metallic Candy Dusk Blue    | YON   |      | x    |      |      |      |      |      |      |      |      |      |
| Prime Green                 | 1UH   |      |      | x    |      |      |      |      |      |      |      |      |
| Ecru Silber Metallic        | Y4H   |      |      | x    |      |      |      |      |      |      |      |      |
| Candy Dark Umber Brown      | Y7F   |      |      |      | x    |      |      |      |      |      |      |      |
| Dark British Green Metallic | Y7G   |      |      |      | x    |      |      |      |      |      |      |      |
| Pearl Steel Blue Grey       | Y9E   |      |      |      |      | x    |      |      |      |      |      |      |
| Candy Velvety Red           | YC6   |      |      |      |      |      | x    |      |      |      |      |      |
| Dark Space Blue Metallic    | Y7H   |      |      |      |      |      | x    | x    |      |      |      |      |
| Sonic Silver Metallic       | YD8   |      |      |      |      |      |      | x    | x    | x    | x    |      |
| Pearl Deep Sea Blue         | YAR   |      |      |      |      |      |      |      | x    | x    |      |      |
| Sufo Green Metallic         | YV4   |      |      |      |      |      |      |      | x    |      |      |      |
| Barell Grey Metallic        | YAU   |      |      |      |      |      |      |      |      | x    |      |      |
| Farbiges Sondermodell       | LR5   |      |      |      |      |      |      |      |      | x    | x    |      |
| Bleu                        | YKZ   |      |      |      |      |      |      |      |      |      |      | x    |
| Pearl Nebular Black         | YAY   |      |      |      |      |      |      |      |      |      |      | x    |
| Anthracite/Rouge            | YHF   |      |      |      |      |      |      |      |      |      |      | x    |
| Candy Sonoma Red            | YHL   |      |      |      |      |      |      |      |      |      |      | x    |

### Modèle 1 250 cm3
La 1250 Bandit est une extrapolation de la 1200, conçue pour passer sous les nouvelles normes antipollution Euro 3.
Le tout nouveau moteur 4-cylindres en ligne gagne un refroidissement liquide et une alimentation par injection. Sa cylindrée passe à 1 255 cm3 pour 98 ch. Le poids est de 225 kg (229 kg avec ABS). Elle se montre plus rétive à inscrire dans les virages très fermés.
Le couple est en augmentation par rapport au bloc SACS de 1 200 cm3 qu'il remplace : désormais 11 m kg dès 3 700 tr/min sont disponibles sous la poignée.
L'esthétique générale reste semblable à celle de la 1200, on peut simplement noter l'apparition d'une peinture noire sur la fourche et le bras oscillant.
Le modèle 2011 de la Bandit GSF 1250 conserve les mêmes caractéristiques techniques niveau moteur mais change de look, principalement : le moteur est peint en noir, nouvelle tête de fourche et est équipé d'un silencieux de la marque Devil.

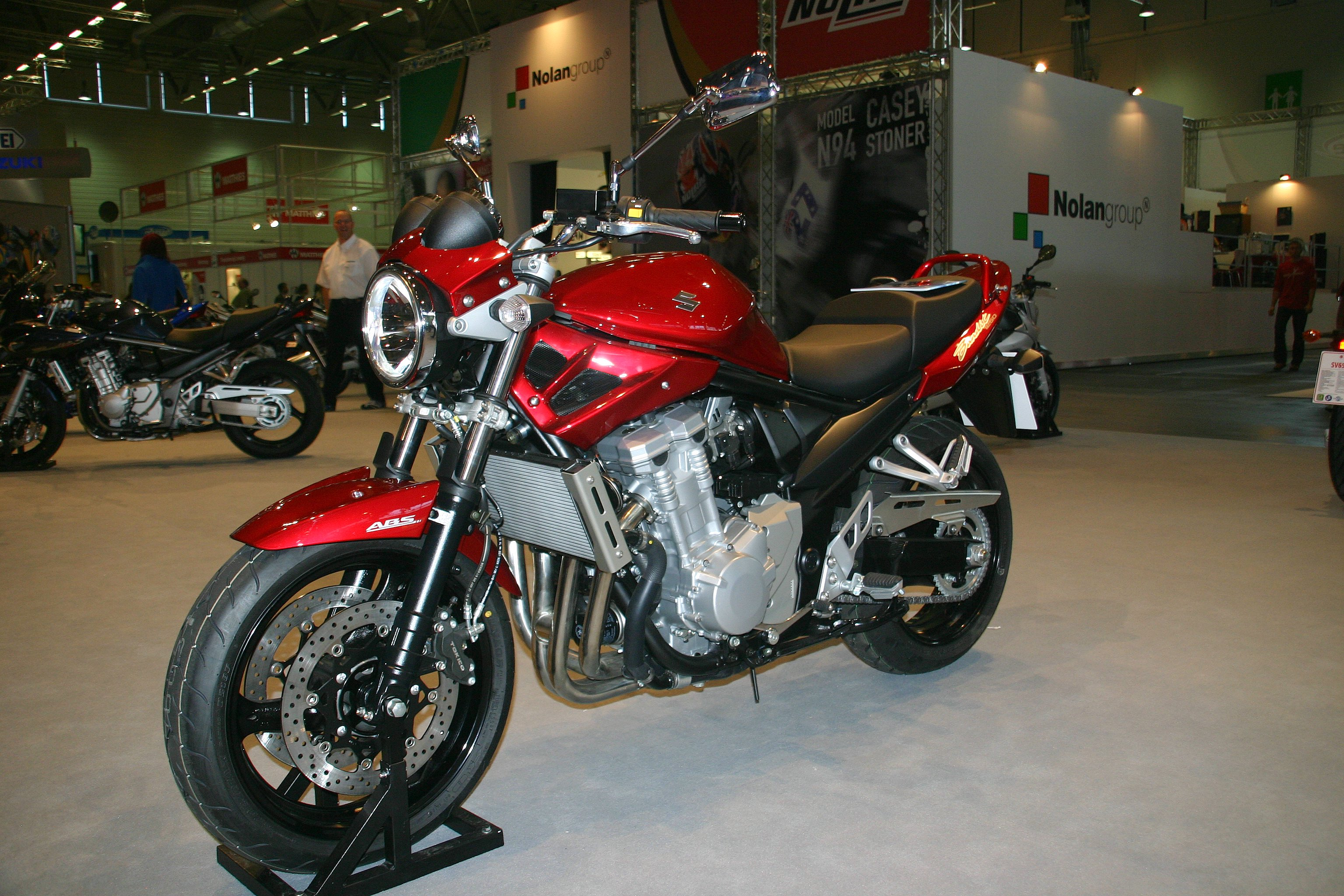
1250 Bandit N.
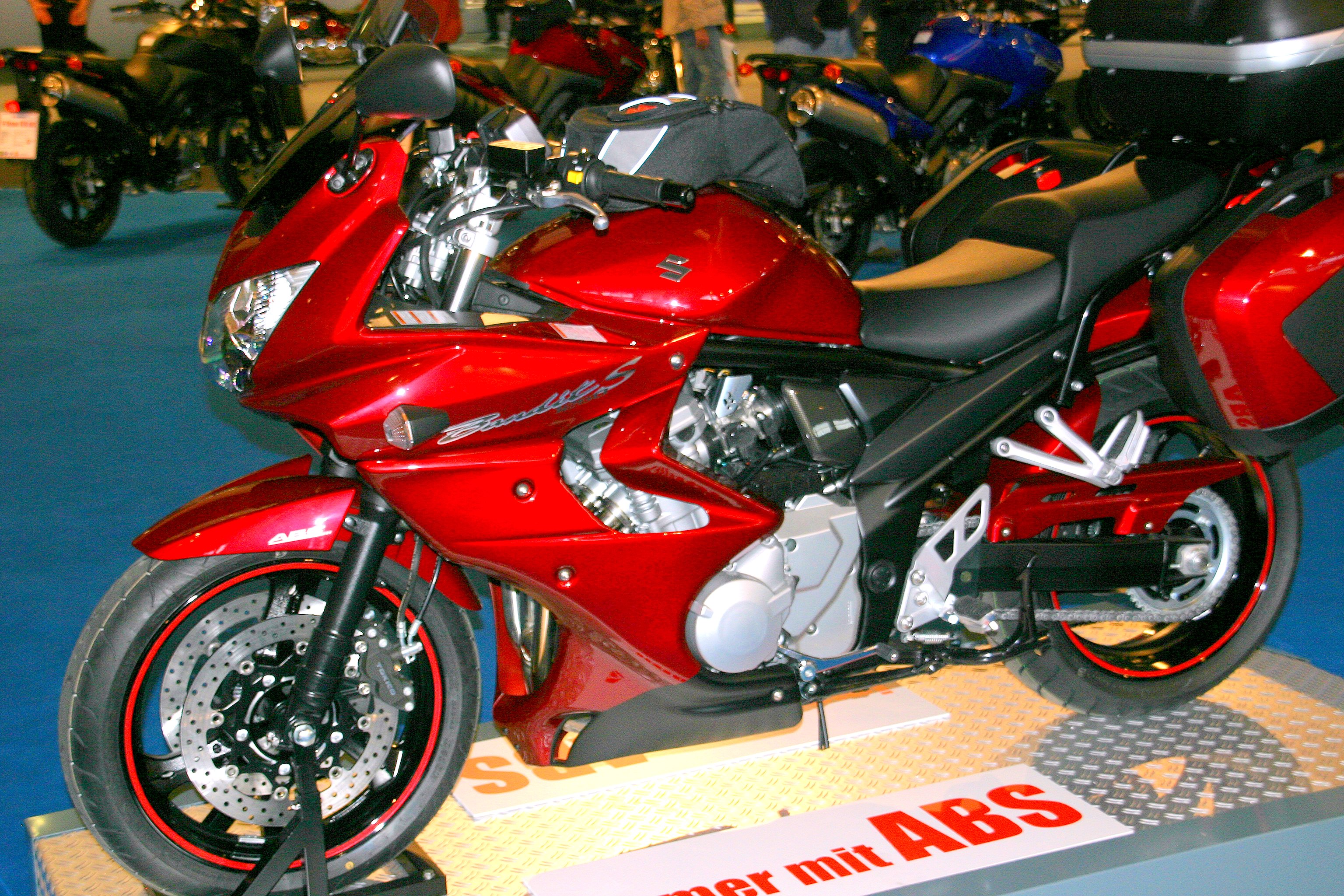
1250 Bandit S.

| Coloris                | Codes | 2007 | 2008 |
| ---------------------- | ----- | ---- | ---- |
| Pearl Nebular Black    | YAY   | x    | x    |
| Oort Gray Metallic     | YHG   |      | x    |
| Candy Sonoma Red       | YHL   | x    | x    |
| Metallic Graphite Blue | YLE   | x    | x    |
| Pearl Deep Blue        | YBA   |      | x    |

- 1250 Bandit N.
- 1250 Bandit S.